# Ama-no-Iwato

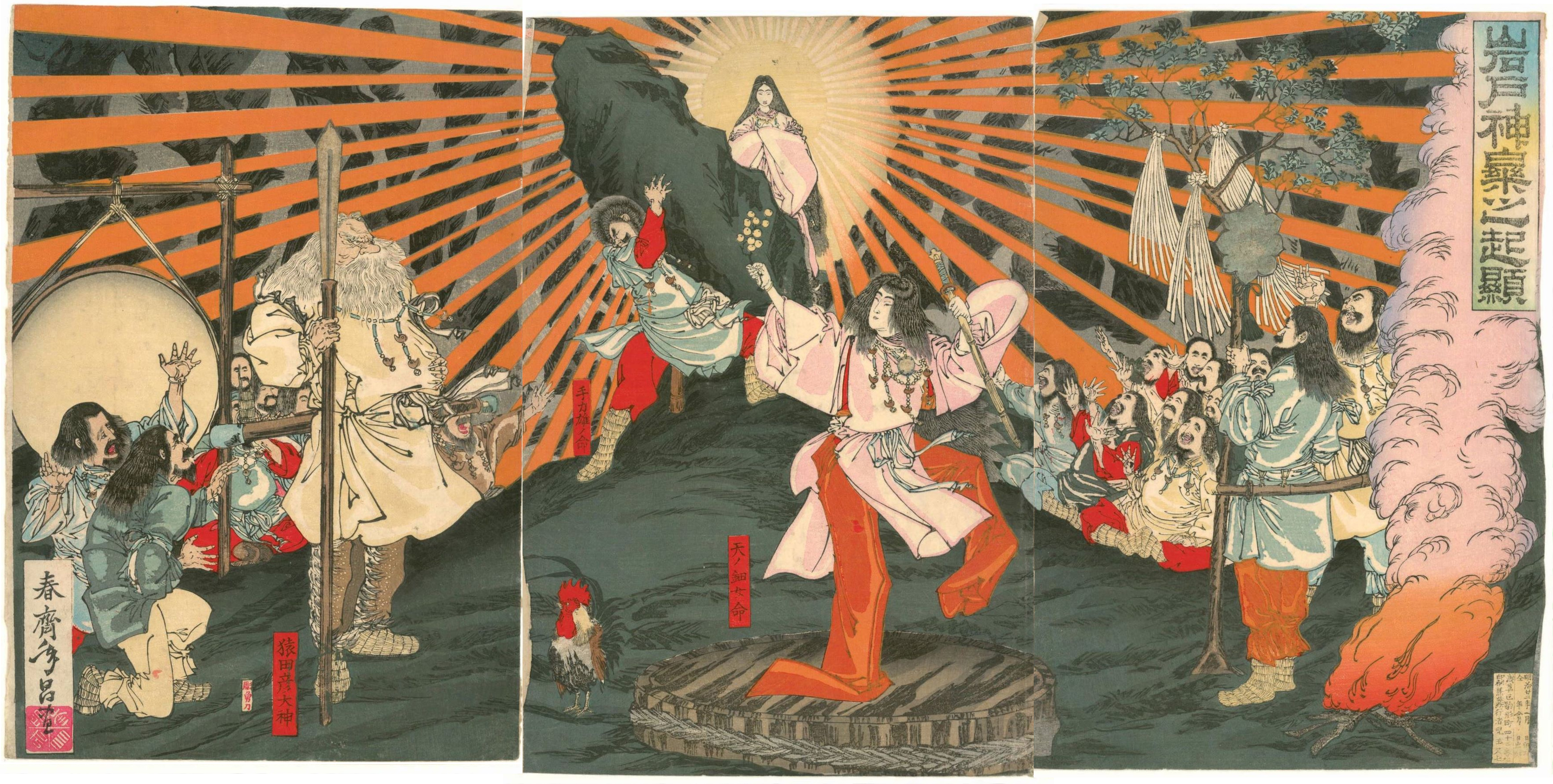
Amaterasu emerge dalla grotta Ama-no-Iwato, dipinto da Shunsai Tonsho, 1889

Ama-no-Iwato (天岩戸?, lett. "Grotta della roccia celeste"), conosciuta anche come Amato (天戸?), Ama-no-Iwaya (天岩屋?) o Ama-no-Iwayato (天岩屋戸?), è una grotta menzionata nella mitologia giapponese. Secondo il Kojiki (Memorie di eventi antichi) e il Nihon shoki, il cattivo comportamento di Susanoo, il dio giapponese delle tempeste, spinse sua sorella Amaterasu nella grotta di Ama-no-Iwato, ciò sprofondò il mondo nell'oscurità.

## Mito

### Kojiki
Dopo il duello divino tra Amaterasu, sovrano di Takamagahara, il mondo celeste, e suo fratello Susanoo, sovrano del mare, in cui tentò di usurpare il dominio di Amaterasu, ma fallì e si rifiutò di riconoscere la vittoria della dea, egli portò avanti vari attacchi nei confronti di Amaterasu, come distruggere le sacre risaie, versare escrementi sul cibo sacro e altre azioni malvagie a Takamagahara. Le divinità chiesero allora ad Amaterasu di fermare Susanoo, ma decise di proteggerlo ritenendo che il suo comportamento, sebbene in malafede, non avrebbe causato grossi problemi.
Susanoo, tuttavia, continuò ad attentare alla vita della sorella attaccando la filanda sacra di Amaterasu, fece un buco nel tetto, scuoiò un cavallo celeste e lo gettò attraverso il buco nella stanza. Le serve che stavano confezionando gli abiti sacri furono spaventate dall'evento e nella confusione una di loro inciampò nel telao e fu strangolata a morte dagli attrezzi. Questo evento provocò l'ira di Amaterasu, che per rappresaglia si rinchiuse in Ama-no-Iwato. In seguito l'oscurità invase Takamagahara e Ashihara, portando con sé confusione e caos.
A causa della reclusione di Amaterasu, la miriade di otto milioni di kami si riunì vicino alla grotta per far uscire la dea. Omoikane cercò di radunare dei galli per farla uscire con il loro canto, ma senza successo. Ishikori-dome creò lo specchio Yata no Kagami, mentre Tamanoya realizzò lo Yasakani no Magatama e vennero appesi ad un albero sacro sakaki insieme a dei gohei. Altre divinità come Ame-no-Koyane e Futodama eseguirono una divinazione (futomani) usando un osso della spalla di un cervo e un albero hakama.

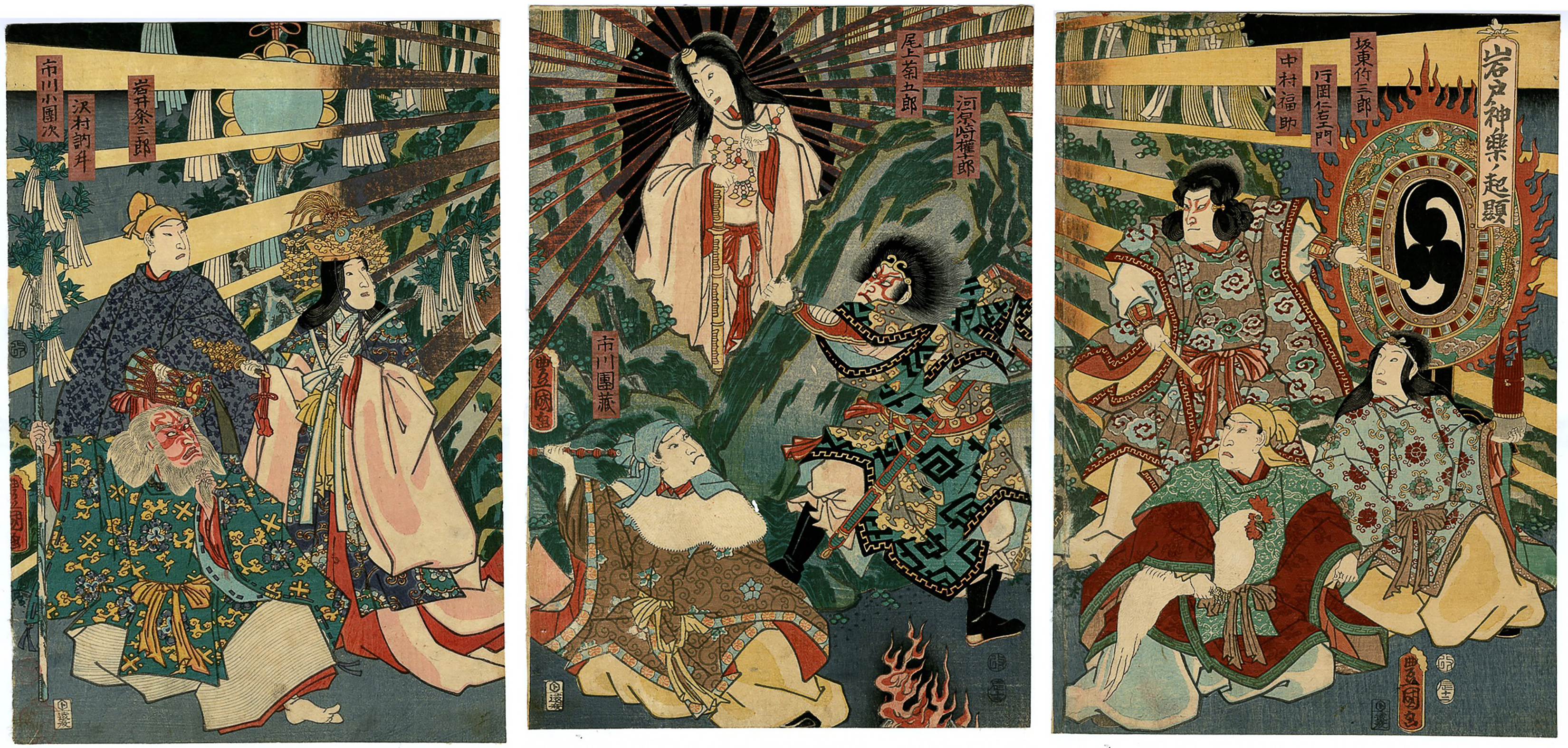
Amaterasu emerge dalla Grotta della Roccia Celeste, riportando la luce del sole nel mondo (Trittico di Kunisada)

Infine, Ame-no-Uzume, in piedi davanti alla grotta, iniziò a entrare in trance e, spogliandosi della gonna e rivelando i genitali, iniziò a danzare con foga. In quel momento gli otto milioni di kami cominciarono a ridere così forte che Takamagahara tremò.
Il rumore era così forte che Amaterasu, presa dalla curiosità, aprì un po' la porta della caverna e chiese chi fosse la dea che stava sfidando la sua persona, visto che stava facendo ridere la miriade di divinità, mentre in realtà l'oscurità assoluta avrebbe dovuto scatenare il panico su di loro. Allora Ame-no-Koyane e Futodama misero davanti ad Amaterasu lo specchio Yata-no-Kagami, Amaterasu vide la sua immagine proiettata e pensò che la divinità di cui tutti stavano ridendo fosse lei, aprì ulteriormente la porta di roccia per vedere meglio e Ame-no-Tajikarao, che si era nascosto li accanto, la afferrò e la trascinò fuori dalla grotta.
Immediatamente, Futotama pose uno shimenawa sulla caverna e la protesse affinché la dea non vi rientrasse. Quando Amaterasu emerse dalla caverna sia Takamagahara che Ashihara ricevettero nuovamente la luce.
Gli otto milioni di dei discussero la punizione di Susanoo che  fu condannato a fare una grande quantità di offerte, a tagliarsi la barba e le unghie delle mani e dei piedi e fu bandito da Takamagahara.

### Nihon shoki
La storia è molto simile a quella del Kojiki, anche se ci sono alcune piccole differenze. Nella distruzione della filanda sacra, Susanoo aveva lanciato il cavallo scuoiato contro Amaterasu stessa, ferendola. Durante l'attacco sarebbe stata uccisa anche Ukahirume, una delle figlie di Amaterasu. Queste differenze potrebbero spiegare l'improvvisa rabbia della dea e il successivo confinamento ad Ama-no-Iwato.

## Ama-no-Iwato
La leggenda dell'evento Ama-no-Iwato non è certificata da fatti storici. Tuttavia, esistono luoghi tradizionali in Giappone che affermano di essere il luogo dell'evento o ad esso collegato:
- Yataka, città di Maibara, prefettura di Shiga - Santuario di Hirano.
- Oecho, città di Fukuchiyama, prefettura di Kyoto - Santuario Kotaijinja (Santuario Motoise), Santuario Ama-no-Iwato.
- Santuario Shirahige - Iwatosha, città di Takashima, prefettura di Shiga.
- Santuario di Amanoiwato, città di Kashihara, prefettura di Nara - pendici meridionali del monte Amanokagu.
- Santuario esterno di Ise, città di Ise, prefettura di Mie - “Takakurayama Kofun”. L'accesso alla montagna era vietato nel periodo Shōwa.
- Santuario Futami Okitama, Futami-cho, Ise, prefettura di Mie - "Grotta Celeste"
- Erihara, Isobe-cho, città di Shima, prefettura di Mie - Pozza d'acqua di Erihara, situata nel terreno sacro del santuario di Izushi, il primo santuario di Kotaijingu. La fermata successiva dell'autobus al santuario Kotaijingu e al santuario Sarutahiko, venerati da Makoto Shinkai, è Ama-no-Iwatoguchi, l'ingresso dell'area, da cui deriva il cognome Iwato della protagonista del film d'animazione "Suzume" e anche di "Your Name.". Negli ultimi anni il santuario ha visto un aumento del numero di giovani che lo visitano, poiché Mitsuhanome-no-kami, la dea il cui nome ha ispirato quello dell'eroina del film, è venerata sul lato sinistro della grotta.
- "Santuario di Tejikarao" e "Tour dei siti storici" nella città di Kakamigahara, prefettura di Gifu
- Monte Kurai, città di Takayama, prefettura di Gifu - La montagna sacra del santuario Minashi.
- Yasuha-cho, città di Sumoto, prefettura di Hyōgo - a nord della foce del fiume Iwato.
- Monte Senzan, città di Sumoto, prefettura di Hyōgo - Santuario di Iwato.
- Hiruzen, città di Maniwa, prefettura di Okayama - sopra la montagna dove si trova il santuario Kayabe.
- Città di Tsurugi, distretto di Mima, prefettura di Tokushima - Situato nel terreno sacro del santuario Ama-no-Iwato.
- Akiho Futajima Iwaya, città di Yamaguchi, prefettura di Yamaguchi - Una casa di pescatori che producono il sale, vicino al Santuario Tamazunokami nella città di Hofu.
- Iwato, città di Takachiho, distretto di Nishiusuki, prefettura di Miyazaki - Situato nel terreno sacro del santuario Ama-no-Iwato. Si trova sulla sponda opposta del fiume Iwato, dietro il santuario Nishi-Hongu. Nella zona circostante si trovano molti toponimi legati alla mitologia giapponese, in particolare al mito di Iwatogakure, come Amanokahara[3].
- Grotta di Kumaya, Tana, villaggio di Iheya, distretto di Shimajiri, prefettura di Okinawa: la più meridionale delle tante "leggende di Ama-no-iwato" del paese.

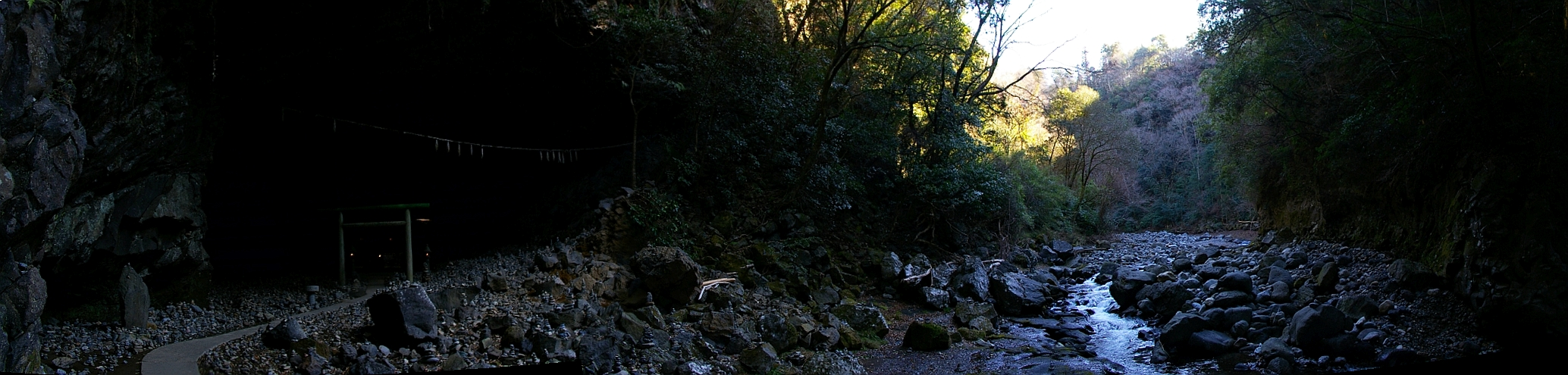
Si pensa che il pantheon di Takamagahara si sia riunito e abbia discusso su come far uscire Amaterasu dalla grotta in questa riva del fiume Iwato, presso il Ama-no-Iwato-jinja a Takachiho, Prefettura di Miyazaki.